# Rheinisch-Westfälische Zeitung
Die Rheinisch-Westfälische Zeitung (RWZ) war eine Tageszeitung mit Sitz in Essen. Sie ist erschienen von 1883 bis 1944.

## Geschichte
Die Rheinisch-Westfälische Zeitung ging aus folgenden Blättern hervor: 
- 1738 bis 1762: Neueste Essendische Nachrichten von Staats- und Gelehrtensachen
- von 1768 bis 1798: Essendische Zeitung von Kriegs- und Staatssachen; 1775 vom G. D. Baedeker Verlag übernommen
- von 1799 bis 1859: Allgemeine Politische Nachrichten; diese Namensänderung sollte zur überregionalen Verbreitung beitragen, wobei aber auch Lokalnachrichten, beispielsweise aus Essen, mehr berücksichtigt wurden.
- von 1860 bis 1882: Essener Zeitung. Zugleich als Organ für Bergbau, Hüttenbetrieb, Industrie und Verkehr und als amtliches Kreisblatt; jetzt deutete sich allmählich die Herausbildung eines industriellen Raums an, man richtete sich auf industrielle und vor allem bergbauliche Interessen aus. Die samstägliche Beilage in der Essener Zeitung mit dem Titel Glückauf. Berg- und Hüttenmännische Zeitung für Niederrhein und Westfalen. Zugleich Organ des Vereins für die bergbaulichen Interessen hob diesen Anspruch hervor.

1883 entstand die Rheinisch-Westfälische Zeitung aus der Fusion der Essener Zeitung mit der Westfälischen Zeitung Dortmund. Der Geschäftsführer des Vereins für die bergbaulichen Interessen, Theodor Reismann-Grone, übernahm 1895 die redaktionelle Leitung der Zeitung und kaufte sie 1903. Damit entwickelte sich das Blatt bereits vor der Machtergreifung 1933 zu einer deutschnationalen bzw. nationalsozialistischen Tageszeitung.
1923 wurde das Druckhaus in der Essener Sachsenstraße als Reismann-Grone-Haus errichtet. Die Fassade war 1926 von Emil Fahrenkamp entworfen worden.
Der Historiker Stefan Frech bezeichnet die RWZ neben der liberalen „Kölner Zeitung“ als zentrales Informationsblatt der westdeutschen Wirtschaft, welches vor allem in den mittleren und oberen sozialen Schichten des Bildungs- und Wirtschaftsbürgertums des rheinisch-westfälischen Industriegebietes gelesen wurde.
Die Rheinisch-Westfälische Zeitung verschmolz im August 1944 mit der Essener National-Zeitung.

### Auflagen
1842 ist zum Vorgängerblatt Allgemeine Politische Nachrichten eine Auflage von 400 Exemplaren bei zweimal wöchentlichem Erscheinen vermerkt. Das steigerte sich bis 1848, wo 873 Abonnenten bei dreimal wöchentlichem Erscheinen genannt sind.
1875 verzeichnete man für die Essener Zeitung 5325 Abonnenten. 1901 zählte man für die die Rheinisch-Westfälische Zeitung 10.000 verkaufte Exemplare.

## Politische Ausrichtung
Stefan Frech charakterisiert die RWZ als „extrem nationale rassistisch-antisemitische Tageszeitung“
Seit Mitte der 1890er Jahre verbreitete die RWZ offen die These von der Überlegenheit der „deutschen Rasse“, welche ein Herrenvolk sei und aus sozialdarwinistischen Gründen das Recht habe „minderwertige Völker“ zu verdrängen um sich Lebensraum zu verschaffen und die Weltherrschaft zu erringen.
Bereits 1924 forderte sie, die Rechtsparteien müssen die Arbeiterschaft nationalisieren und man brauche einen starken Führer, für den sie bereits Hitler und NSDAP favorisierte.
Am 20. Juni 1926 berichtet die RWZ, Hitler habe auf Veranlassung westdeutscher Wirtschaftler in Essen gesprochen. Es waren Einladungen an rheinisch-westfälische Industrielle verteilt worden, womit ein preußisches Verbot öffentlicher Reden Hitlers umgangen wurde. Diese Veranstaltung war der Auftakt zu einem eineinhalbjährigen Werben Hitlers um die Gunst der Industrie der Region, von welchem die RWZ berichtete.
1932 war die Propaganda der NSDAP auf Arbeitnehmer gerichtet und propagierte den siebenstündigen Arbeitstag. Der Vorsitzende des Bergbauvereins Ernst Brandi hatte im Sommer 1932 Hitlers Ernennung zum Reichskanzler befürwortet. Er setzte Mitte September 1932 im von den Arbeitgebern dominierten Aufsichtsrat der RWZ durch, den Anhänger der NSDAP und Schriftleiter der RWZ Theodor Reismann-Grone lieber zu entlassen, als ihm zu erlauben, die Redaktion mit NSDAP-Anhängern zu besetzen.
Der Preußenschlag wurde von der RWZ begrüßt.
Im August 1932 unterstützte sie die Forderung Hitlers nach dem Reichskanzlerposten und den zentralen Ministerien und setzte sich für die volle Kommandowelt für die Führer Hitler und Alfred Hugenberg ein.
Am 29. Januar 1933 berichtete die RWZ, was sie schon nach dem Rücktritt Papens berichtet hatte, dass nun die einzige Möglichkeit in der Beauftragung Hitlers mit der Regierungsbildung bestehe.
Die RWZ wurde vom Bergbauverein finanziell kontrolliert. Anfang 1932 erhielten die RWZ und die Deutsche Allgemeine Zeitung zusammen monatlich etwa 60.000–70.000 Mark aus der Ruhrlade.
Ab dem 12. Mai 1945 wurde im Druckhaus an der Sachsenstraße die Ruhr Zeitung gedruckt.